# Gyula Grosics
Gyula Grosics (pronunciado [ɟulɒ ɡroʃiʧ]; Dorog, Hungría, 4 de febrero de 1926-Budapest, 13 de junio de 2014) fue un futbolista húngaro que jugaba en la demarcación de portero. Jugó 86 encuentros con la selección de su país y formó parte del legendario equipo de oro de la década de 1950. Fue apodado La pantera negra (en húngaro: Fekete Párduc), por su costumbre de vestir siempre de negro.

## Biografía

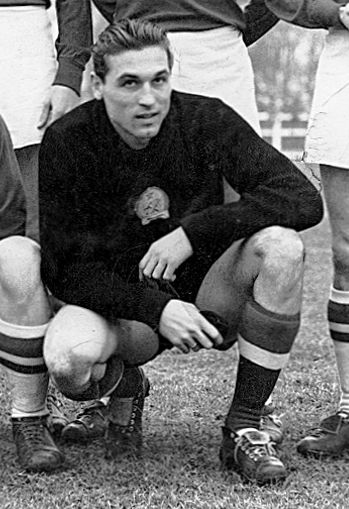
Gyula Grosics en 1953

Grosics cosechó sus mayores éxitos con la selección de Hungría, con la que consiguió la medalla de oro en los Juegos Olímpicos de Helsinki 1952. Debutó con la misma el 20 de agosto de 1947, en Budapest ante la selección de Albania, con victoria de 2:0 para los húngaros.
Se le atribuye la creación del estilo de juego "portero-líbero" en el que el portero podía actuar como último defensor cuando era necesario. Participó en tres Copas del Mundo consecutivas: Suiza 1954 (en la que logró el subcampeonato, derrotados por Alemania Federal, siendo elegido el mejor guardameta del campeonato por la FIFA), Suecia 1958 y Chile 1962.
Su última aparición internacional se produjo el 14 de octubre de 1962, también en Budapest, y ante Yugoslavia, que venció por 0:1.
En marzo de 2008 se le dio la oportunidad de fichar oficialmente para su club favorito, el Ferencváros T.C, 46 años después de que el régimen comunista se negase a permitir su fichaje por este club. A los 82 años de edad, comenzó el encuentro como titular en un partido amistoso contra el Sheffield United, situándose en la portería durante unos minutos antes de ser sustituido. Al final del encuentro, el club a modo de homenaje, retiró para siempre la camiseta con el número uno de su indumentaria oficial.
En julio de 2008 fue sometido en Budapest a una delicada operación de pulmón.

## Muerte
Falleció en la capital húngara el 13 de junio de 2014, a los 88 años de edad.

## Clubes
| Club                   | País    | Años      | Encuentros |
| ---------------------- | ------- | --------- | ---------- |
| MATEOSZ Budapest       | Hungría | 1947-1949 | 45         |
| Teherfuvar             | Hungría | 1949-1950 | 30         |
| Budapest Honvéd FC     | Hungría | 1950-1957 | 125        |
| FC Tatabánya           | Hungría | 1957-1962 | 123        |
| Ferencváros Torna Club | Hungría | 2008      | 1          |